# Otto Abetz
Otto Abetz (Schwetzingen, 26 de maig de 1903 – 5 de maig de 1958) fou ambaixador de l'Alemanya nazi a París (França) durant la Segona Guerra Mundial.

## Biografia
Va néixer en Schwetzingen, va estudiar al Liceu Clàssic i posteriorment a l'Acadèmia de Belles arts de Karlsruhe. Va exercir com a professor de Dibuix i d'Història de l'Art.
El 1927 va ser cap de les Associacions de Joventuts de Karlsruhe, unint-se al partit nazi en 1931.
Apassionat per l'acostament entre Alemanya i França, el 1932 va contreure matrimoni amb una ciutadana francesa. De 1934 a 1939, publica amb Fritz Bran una revista, els Cahiers franc-allemands (Quaderns franc-alemanys), la finalitat dels quals era propagar la ideologia nazi en els mitjans intel·lectuals francesos. Va col·laborar igualment amb Baldur von Schirach, el líder de les Joventuts Hitlerianas, al que va ajudar com a conseller en assumptes relatius a França.
Va entrar al servei diplomàtic alemany el 1935, representant a Alemanya a França el 1938 i 1939, sent expulsat amb la declaració de guerra de França a Alemanya.
Va treballar per engegar d'una política de col·laboració amb, especialment, el seu amic el periodista Jean Luchaire, que serà afusellat amb la depuració després de la guerra.
El 8 de juliol de 1940, després de l'armistici entre França i Alemanya, fou enviat novament a França. Nomenat ambaixador a Vichy al novembre de 1940, va conservar aquest càrrec fins a 1944. Durant el seu mandat com a ambaixador, pel qual va ser triat pel mateix Adolf Hitler, va afavorir les actituds de col·laboracionisme dels francesos respecte de l'ocupació alemanya.
Al juliol de 1949, el Tribunal Militar de París el va condemnar a 20 anys de treballs forçats per crims de guerra, particularment pel seu paper en l'organització de la deportació dels jueus des de França cap als camps d'extermini. Va ser alliberat a l'abril de 1954.
Va morir en 1958 d'accident de cotxe.

## Publicacions
- Pétain et les Allemands. Mémorandum d'Abetz sur les rapports franco-allemands, París, Gaucher, 1948.
- D'une prison. Précédé du Procès Abetz vu par Jean Bernard-Derosne. Suivi des principales dépositions, du réquisitoire et de la plaidoirie de Me René Floriot, Paris, Amiot-Dumont, 1950.
- Histoire d'une politique franco-allemande (1930-1950). Mémoires d'un ambassadeur, Paris, Delamain et Boutelleau, 1953.